# Eduardo Nascimento
Eduardo Nascimento (Luanda, 26 juni 1943 — Lissabon, 22 november 2019) was een Angolees zanger.

## Biografie
Nascimento werd geboren in het toenmalige Portugees-West-Afrika, het huidige Angola. In 1962 werd hij frontman van Os Rocks, waarmee hij door Portugal toerde. In 1967 nam hij deel aan Festival da Canção, de Portugese preselectie voor het Eurovisiesongfestival. Met het nummer O vento mudou won hij de nationale voorronde, waardoor hij Portugal mocht vertegenwoordigen op het Eurovisiesongfestival 1967, dat gehouden werd in de Oostenrijkse hoofdstad Wenen. Daar eindigde hij op de twaalfde plaats. Hij was de eerste zwarte mannelijke artiest op het Eurovisiesongfestival. Een jaar later beëindigde hij zijn muzikale carrière. In 1969 keerde hij terug naar Luanda.
1964: António Calvário · 
1965: Simone de Oliveira · 
1966: Madalena Iglésias · 
1967: Eduardo Nascimento · 
1968: Carlos Mendes · 
1969: Simone de Oliveira · 
1971: Tonicha · 
1972: Carlos Mendes · 
1973: Fernando Tordo · 
1974: Paulo de Carvalho · 
1975: Duarte Mendes · 
1976: Carlos do Carmo · 
1977: Os Amigos · 
1978: Gemini · 
1979: Manuela Bravo · 
1980: José Cid · 
1981: Carlos Paião · 
1982: Doce · 
1983: Armando Gama · 
1984: Maria Guinot · 
1985: Adelaide Ferreira · 
1986: Dora · 
1987: Nevada · 
1988: Dora · 
1989: Da Vinci · 
1990: Nucha · 
1991: Dulce Pontes · 
1992: Dina · 
1993: Anabela · 
1994: Sara Tavares · 
1995: Tó Cruz · 
1996: Lúcia Moniz · 
1997: Célia Lawson · 
1998: Alma Lusa · 
1999: Rui Bandeira · 
2001: MTM · 
2003: Rita Guerra · 
2004: Sofia Vitória · 
2005: 2B · 
2006: Nonstop · 
2007: Sabrina · 
2008: Vânia Fernandes · 
2009: Flor-de-Lis · 
2010: Filipa Azevedo · 
2011: Homens da Luta · 
2012: Filipa Sousa · 
2014: Suzy · 
2015: Leonor Andrade · 
2017: Salvador Sobral · 
2018: Cláudia Pascoal · 
2019: Conan Osíris · 
2021: The Black Mamba · 
2022: Maro · 
2023: Mimicat · 
2024: Iolanda · 
2025: Napa
- Gemeinsame Normdatei: 120564461X
- MusicBrainz: bb5c259f-d16e-4131-a351-88a6c70eee6b
- Virtual International Authority File: 603158369756001460007